# Metatalamo
Il metatalamo è una formazione pari e simmetrica del diencefalo costituita da due nuclei che determinano due rilievi a lato dei tubercoli quadrigemelli: i corpi genicolati mediali e laterali.
I corpi genicolati laterali ricevono fibre dai tratti ottici e inviano proiezioni all'area visiva primaria della corteccia cerebrale (area calcarina, tramite la via genicolocalcarina) in parte si portano ai tubercoli quadrigemelli superiori e quindi, tramite la via tettospinale, ai motoneuroni del tronco encefalico o del midollo spinale realizzando una via ottica riflessa.
I corpi genicolati mediali ricevono fibre acustiche dai tubercoli quadrigemelli inferiore e, in misura minore, dal nucleo olivare superiore, dal corpo trapezoide e quindi dal lemnisco laterale, proiettando le proprie fibre, tramite il tratto genicolocorticale, all'area acustica del lobo temporale.